# (7886) Redman
(7886) Redman (1993 PE) – planetoida z pasa głównego asteroid okrążająca Słońce w ciągu 3,68 lat w średniej odległości 2,38 j.a. Odkryta 12 sierpnia 1993 roku.